# Silke Kobald
Silke Kobald (* 28. Oktober 1971 in Leoben) ist eine österreichische Politikerin (ÖVP). Von 2013 bis November 2023 war sie Bezirksvorsteherin im 13. Wiener Gemeindebezirk Hietzing.

## Leben
Kobald verbrachte ihre Kindheit in Mühlbach am Hochkönig und Buch bei Jenbach. Von 1982 bis 1990 besuchte sie das Bundesgymnasium in Gmunden, Oberösterreich. 1990 übersiedelte Kobald für das Studium der Politikwissenschaft und Ethnologie nach Wien, welches sie 1996 mit Auszeichnung abschloss.
Während des Studiums lernte Kobald ihren Ehemann Thomas Heinrich kennen, mit dem sie 1997 und ihrem gemeinsamen Sohn nach Hietzing zog. Nach einer Karenzzeit arbeitete Kobald 1998 bei der Mission der Liga der Arabischen Staaten in Wien als Assistentin des Leiters. Von 1999 bis 2001 arbeitete sie für die Arab Bank in Wien.

## Politik
2004 übernahm Kobald die Leitung der Servicestelle der ÖVP Hietzing. Von 2008 bis 2012 war sie Protokollchefin im Bundesministerium für Finanzen. Am 29. Februar 2012 wurde sie Bezirksvorsteher-Stellvertreterin und am 8. Juli 2013 zur Nachfolgerin von Heinrich Gerstbach zur Bezirksvorsteherin von Hietzing gewählt.
Seither hat sie sich gegen den Bau eines Geriatriezentrums im Hörndlwald sowie für die Erhaltung einer lokalen Postfiliale eingesetzt. Unter anderem über das Projekt Verbindungsbahn neu der ÖBB laufen noch Verhandlungen.
Darüber hinaus setzt sie sich für die Gleichstellung von Frauen und Männern ein. Seit 2009 ist sie die Vorsitzende der ÖVP-Frauen in Hietzing und seit 2010 die stellvertretende Landesleiterin der ÖVP Wien.
Im September 2023 wurde ihr Rückzug als Bezirksvorsteherin im Herbst 2023 bekanntgegeben. Als Nachfolgerin wurde ursprünglich im September 2023 Johanna Sperker designiert. Am 7. November 2023 wurde Friedrich Nikolaus Ebert zu ihrem Nachfolger gewählt.